# Леринское (озеро)
Ле́ринское — олиготрофное озеро, расположено в Тихвинском районе Ленинградской области, на границе с Бокситогорским районом. Входит в природный резерват Леринский, являющийся составной частью природного парка Вепсский лес.
Площадь озера составляет 6,5 км², площадь водосбора — 95,7 км². Высота над уровнем моря — 227 м. Средняя глубина в основной части озера составляет 3 м, в ямах достигает 18 м.
Водоём имеет сложно-лопастную форму, с многочисленными заливами, бухтами, островами. Берега в южной и юго-западной части озера низкие, в северной — более высокие, местами заболоченные, поросшие елью и берёзой. На западном берегу — нежилая деревня Чидово. На севере впадают реки Муноя и Гарбашка. Вытекает река Генуя, относящаяся к бассейну Ладожского озера.
По происхождению Леринское озеро относится к ледниковым озёрам. Данный тип озёр является преобладающим на востоке Ленинградской области.
В озере водятся лещ, налим, окунь, плотва, щука; в водной системе нерестятся лососёвые.